# Калао екваторіальний
Калао екваторіальний (Bycanistes albotibialis) — вид птахів родини птахів-носорогів (Bucerotidae).

## Поширення
Вид поширений в Західній та Центральній Африці від Беніну та Нігерії на схід до Південного Судану та Уганди. Мешкає у тропічних вологих лісах.

## Опис
Птах завдовжки 60-70 см. Вага 1200—1411 г у самців і 908—1043 г у самиць. Оперення чорно-білого забарвлення.